# 11786 Bakhchivandji
11786 Bakhchivandji è un asteroide della fascia principale. Scoperto nel 1977, presenta un'orbita caratterizzata da un semiasse maggiore pari a 3,0876038 UA e da un'eccentricità di 0,2741322, inclinata di 7,26896° rispetto all'eclittica.